# Hôtel de Pontevès
Ne doit pas être confondu avec Hôtel Maurel de Pontevès.
 (janvier 2021).
L'Hôtel de Pontevès est un hôtel particulier situé au n° 15 de la rue Jacques de la Roque, à Aix-en-Provence, Provence-Alpes-Côte d'Azur, France.

## Historique
Le bâtiment fut construit dans le premier quart du XVIIe siècle, probablement pour la famille de Pontevès (plus tard propriétaire de l'Hôtel Maurel de Pontevès.
Son utilisation est à présent divisée entre un local commercial au rez-de-chaussée et une copropriété d'habitation aux étages.

## Architecture
La façade est sobre et assez étroite, sur deux travées. Le matériau utilisé est la pierre de Bibémus, qui confère une teinte caractéristique ocre clair aux hôtels particuliers aixois des XVIe, XVIIe et XVIIIe siècles.
L'hôtel est disposé en « rectangle » autour d'une cour centrale, son arrière donnant sur la rue des Jouques environ 35m à l'arrière de sa façade rue de la Roque.
À l'intérieur, on remarque un escalier hélicoïdal à marches délardées — le seul de ce genre conservé à Aix. On y voit également des gypseries à décor de feuillages, carquois, heaume de chevalier, chiens, trophées guerriers, grotesques (première volée) et des cartouches ovales (deuxième volée).
Sur les murs et plafonds de plusieurs pièces intérieurs, on observe des décors peints datant du XVIIe siècle. Il y a un petit boudoir décoré de quatre angelots, qui rappelle celui de l'hôtel d'Estienne-de-Saint-Jean.